# Natalinci
Natalinci (en serbe cyrillique : Наталинци) est un village de Serbie situé dans la municipalité de Topola, district de Šumadija. Au recensement de 2011, il comptait 651 habitants.
Natalinci est situé sur les bords de la rivière Jasenica.

## Démographie

### Évolution historique de la population
| 1948  | 1953  | 1961  | 1971  | 1981  | 1991 | 2002 | 2011 |
| ----- | ----- | ----- | ----- | ----- | ---- | ---- | ---- |
| 1 270 | 1 318 | 1 407 | 1 237 | 1 114 | 924  | 834  | 651  |

|  |